# João Maria de Oliveira Martins
João Maria Leitão de Oliveira Martins (ur. 31 października 1934 w Esposende, zm. 30 listopada 2011) – portugalski polityk i inżynier, deputowany, w latach 1985–1990 minister.

## Życiorys
Ukończył inżynierię lądową na Uniwersytecie w Porto. Pracował jako inżynier w administracji portu Leixões. Pełnił kierownicze funkcje w przedsiębiorstwach działającym w budownictwie, transporcie i komunikacji. W połowie lat 80. został przewodniczącym Ordem dos Engenheiros, organizacji zawodowej portugalskich inżynierów.
W latach 1970–1974 był sekretarzem stanu do spraw komunikacji i transportu. Zaangażował się następnie w działalność polityczną w ramach Partii Socjaldemokratycznej. W 1987 i 1991 wybierany na posła do Zgromadzenia Republiki. Wchodził w skład dwóch rządów Aníbala Cavaco Silvy – w latach 1985–1990 sprawował w nich urząd ministra robót publicznych, transportu i komunikacji.